# Louise Mountbatten-Windsor
Lady Louise Alice Elizabeth Mary Mountbatten-Windsor (* 8. listopadu 2003 Frimley) je starší dítě a jediná dcera prince Edwarda, vévody z Edinburghu, a jeho manželky Sophie, vévodkyně z Edinburghu. Je vnučkou královny Alžběty II. a prince Philipa, vévody z Edinburghu a nejmladší neteří krále Karla III. K 21. březnu 2023 je 16. v linii následnictví britského trůnu.
Její matka je potomkem krále Jindřicha IV. Anglického a Roberta Moleswortha, 1. vikomta Molesworth.

## Narození a křest
Lady Louise Mountbatten-Windsor se narodila předčasně 8. listopadu 2003 ve 23:32 GMT v nemocnici Frimley Park ve Frimley v Surrey poté, co tam byla její matka, Sophie, převezena sanitkou z jejich domova v Bagshot Parku v Surrey. Louisin otec, princ Edward, který byl tehdy hrabětem z Wessexu, se porodu nezúčastnil, protože k němu došlo náhle a během jeho oficiální návštěvy na Mauriciu. Louise přišla na svět akutním císařským řezem kvůli odtržení placenty, které způsobilo vážné ztráty krve jak dítěti, tak matce. Louise byla preventivně převezena do novorozenecké jednotky v Nemocnici svatého Jiří v Tooting v Londýně. Její matka mezitím zůstala ve Frimley Park, dokud na tom nebyla dost dobře na to, aby byla 23. listopadu 2003 propuštěna. Její jméno, Louise Alice Elizabeth Mary, bylo oznámeno 27. listopadu.
Pokřtěna byla v soukromé kapli hradu Windsor 24. dubna 2004 Davidem Connerem, děkanem z Windsoru; jejími kmotry byli lady Sarah Chattová, lord Ivar Mountbatten, lady Alexandra Etheringtoová, Francesca Schwarzenbachová a Rupert Elliott.
Louise, která se narodila s esotropií, podstoupila operaci v neúspěšném pokusu o nápravu problému v lednu 2006. Koncem roku 2013 podstoupila další léčbu, která její oči upravila.

## Vzdělání
Louise navštěvovala Školu svatého Jiří na hradě Windsor, než v roce 2017 v 9. ročníku přestoupila na St Mary's School Ascot. Za své A-level předměty si zvolila angličtinu, historii, politiku a drama. Během školní docházky se zúčastnila ceny Mezinárodní ceny vévody z Edinburghu. Lady Louise začala v září 2022 studovat angličtinu na University of St Andrews. V srpnu 2022 bylo oznámeno, že přes léto pracovala v zahradním centru.

## Oficiální vystoupení

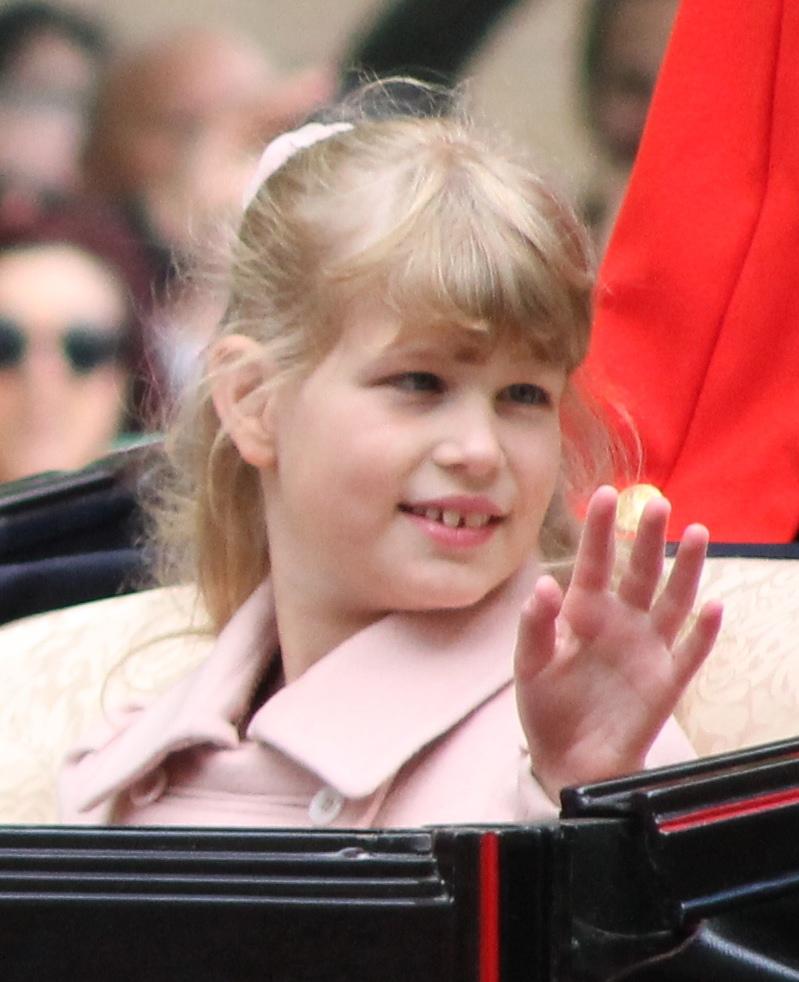
Lady Louise jedoucí v kočáru na Trooping the Colour, červen 2013

V roce 2011, ve věku 7 let, byla Louise družičkou na svatbě prince Williama a Catherine Middletonové.
V dubnu 2015 se Louise a její bratr James zúčastnili své první zámořské akce. Doprovázeli své rodiče na cestě do Jihoafrické republiky.
V srpnu 2018 doprovázela Louise svou matku, patronku UK Sail Training, do přístavu Haslar Marina v přístavu Portsmouth, kde se setkala se skupinou mladých dívek, které se snažily získat svou kvalifikaci na vstupním kurzu Royal Yachting Association. Ve stejném měsíci se matka a dcera zúčastnily finále mistrovství světa v hokeji žen v Londýně. Hraběnka má o sport velký zájem a je patronkou anglického hokeje. Ve věku 14 let byla Louise účastníkem svatby princezny Eugenie a Jacka Brooksbanka.

## Osobní zájmy
Louise je členkou organizace Girlguiding, její babička byla patronkou a její matka je prezidentkou organizace.
V mládí se naučila jezdit a v roce 2016 se připojila ke svému otci na koni v rámci oslav 90. narozenin královny ve Windsoru.

## Tituly a oslovení
Je oslovována jako "Lady Louise Mountbatten-Windsor". Když se její rodiče vzali, královna prostřednictvím tiskové zprávy Buckinghamského paláce oznámila, že jejich děti budou oslovovány spíše jako hraběcí děti, než jako princ nebo princezna. Královský dvůr ji tedy označuje jako Lady Louise Windsor. V roce 2020 hraběnka z Wessexu uvedla, že Louise si zachovala svůj královský titul a oslovení a rozhodne se, zda je bude používat, až dosáhne věku 18 let.